# Калумум
Калумум — восьмой правитель Раннего Династического II периода Шумера после Всемирного потопа, Восьмой представитель первой династии города-государства древнего Шумера Киша, расположенного на юге древней Месопотамии, который правил, согласно Ниппурскому царскому списку, на протяжении 840 лет. 
Историчность сомнительна. Имена правителей до Этаны, кроме Ниппурского царского списка, неизвестны из других исторических источников, и их существование археологически не подтверждено. 
Принято считать, что годы его правления значительно завышены. Согласно царскому списку, его сменил Зукакип.